# Hosahalli, Muddebihal
Hosahalli là một làng thuộc tehsil Muddebihal, huyện Bijapur, bang Karnataka, Ấn Độ.